# Kalender von Kolophon
Der Kalender von Kolophon ist ein griechischer Kalender aus der ionischen Kalendergruppe, der in der kleinasiatischen Stadt Kolophon in Gebrauch war. Zu Kolophon gehörten die Hafenstadt Notion und das Heiligtum Klaros, in denen der gleiche Kalender genutzt wurde.
Die Daten des Kalenders aus Kolophon sind weitgehend verloren. Von Inschriften sind lediglich fünf Monatsnamen bekannt, deren Lage im Jahr nur durch den Vergleich mit anderen ionischen Kalendern erschlossen werden kann. In alphabetischer Reihenfolge sind dies:
- Artemision (Ἀρτεμίσιον)
- Klarion (Κλαριών)
- Kronion (Κρονιών)
- Komaion (Κωμαιών)
- Lenaion (Ληναιών)

Der Lenaion war ein in ionischen Kalendern weit verbreiteter Monatsname, dem sicher der Monat Gamelion des attischen Kalenders, des Referenzkalenders für ionische Kalender, zugeordnet werden kann. Im julianischen Kalender entspricht ihm ungefähr der Januar. Der Monat Kronion war ebenfalls weit verbreitet, seine Lage ist in anderen Kalendern jedoch nicht immer gleich. Da sich benachbarte Kalender bezüglich der Lage der Monate meist ähneln und in den Kalendern von Samos und Priene der Kronion auf den attischen Sommermonat Skirophorion fällt, wird dies auch für den Kalender von Kolophon angenommen. Der ebenfalls in vielen ionischen Kalendern verbreitete Monat Artemision fällt immer auf die Frühjahrsmonate Elaphebolion oder Munichion. Da in den benachbarten Kalendern von Samos, Priene, Ephesos, Milet und Smyrna der Artemision auf den attischen Elaphebolion fällt, wird dies auch für Kolophon angenommen. Der Monatsname Klarion leitet sich von dem Fest Klaria ab, das zu Ehren des Apollon Klarios jährlich im Heiligtum von Klaros begangen wurde. Der Name ist außer für Kolophon lediglich für Ephesos bezeugt, wo er nur auf den Skirophorion oder den Hekatombaion fallen kann. Da auf den attischen Skirophorion wahrscheinlich der Monat Kronion fällt, wird als Lage des Klarion der Hekatombaion angenommen. Der Komaion ist ein ansonsten nicht anzutreffendes Hapax legomenon, dessen zugrundeliegendes Fest Kumaia zwar in Thasos bezeugt ist, zu dem ansonsten aber nichts überliefert ist. Seine Lage im Kalender muss daher offenbleiben.